# (37529) 1977 EL8
1977 إي أل 8 (ويعرف أيضًا باسم (37529) 1977 إي أل 8 وفق تسمية الكوكب الصغير) (بالإنجليزية: 1977 EL8)‏ هو كويكب ضمن حزام الكويكبات؛ وترتيبه 37529 من حيث الاكتشاف.
اكتُشف هذا الجُرم الفلكي بواسطة Hiroki Kosai ‏ في 12 مارس 1977.

## وصلات خارجية
- (37529) 1977 EL8 في قاعدة بيانات مختبر الدفع النفاث لأجرام النظام الشمسي الصغيرة

- الاكتشاف · مخطط المدار ·  العناصر المدارية · المعلمات المادية

- (37529) 1977 EL8 على موقع ويكي سكاي: DSS2, SDSS, GALEX, IRAS, Hydrogen α, X-Ray, Astrophoto, Sky Map, Articles and images